# Räfven

Räfven är en svensk musikgrupp som bildades som gatumusikgrupp 2003 i samband med demonstrationerna mot Irakkriget. Gruppen spelar egenkomponerad musik influerad av östeuropeisk folkmusik och klezmertradition. Räfven har sedan starten turnerat i Sverige och Europa samt varit på sex turnéer i Japan där gruppen har sin största publik.

## Medlemmar
- Rasmus Blanck - kontrabas
- Johan Dahlkvist - dragspel
- David Fraenckel - trombon
- Jonas Lundberg - gitarr
- Martin Nurmi - saxofon
- Loke Nyberg - fiol
- Per Svenner - trummor
- Daniel Wejdin - tambura

## Diskografi
- Live! (2007)
- "Next time we take your instruments!" (2008)
- Välkommen till Räfvbygden (2009)
- Svensk Kultur (2011)
- Bring Back the Dinos (2015)
- Kampen (Singel) (2015)
- 15 (2018)

Skivbolag Sverige:
- Räfven Records

Skivbolag Japan:
- UncleOwen